# Баранов, Александр Владимирович (конькобежец)
Александр Владимирович Баранов (15 мая 1960 года, Ярославль, СССР — 6 декабря 2023 года, Москва, Россия) — советский конькобежец, бронзовый призёр чемпионата мира 1983 года, чемпион СССР в многоборье (1983), мировой рекордсмен. В 1992 году выступал на чемпионате Европы в составе сборной СНГ. Мастер спорта СССР международного класса. Выступал за ДСО «Буревестник» (Ярославль), ВФСО «Динамо» (Москва).

## Биография
Александр родился в Ярославле, где и встал на коньки в три года. Правда, своих коньков не было, брал «взаймы» у ребят. Видя это, тренер по конькобежному спорту Валерьян Геннадьевич Большаков, который жил этажом ниже, однажды предложил мальчишке прийти в секцию и тренироваться на новых коньках. Так 11-летний второклассник Саша Баранов стал серьёзно заниматься скоростным бегом в спортивном обществе «Буревестник».
После окончания школы поступил в Ярославский педагогический институт имени К. Д. Ушинского на факультет физического воспитания. А вот успехи на льду всё не приходили. Впоследствии выступал под руководством Валерия Русанова, который верил в юношу. Наконец, в феврале 1980 года на всесоюзном первенстве профсоюзов среди юниоров Баранов отличился на дистанции 1500 метров, заняв 3-е место. После этого стал тренироваться ещё упорнее, а вскоре его пригласили в молодёжную сборную команду.
С 1981 года стал заниматься у Сергея Марчука и меньше, чем через полгода, 18 марта 1982 года на соревнованиях на призы Совета Министров Казахской ССР, Саша установил на Медео мировой рекорд на 5000 метров — 6:54,66. Тогда он выиграл на трёх дистанциях и стал чемпионом в сумме многоборья. C Марчуком спланировали спортивную форму так, чтобы пик её пришёлся на чемпионат мира в Осло, и расчёт оказался верным.
В январе 1983 года на чемпионате Европы в Гааге Баранов занял лучшее 7-е место в многоборье среди советских спортсменов, а феврале на чемпионате мира в классическом многоборье стал бронзовым призёром в абсолютном зачёте с рекордом СССР для равнинных катков — 167,157. Он выиграл малую серебряную медаль в беге на 1500 метров также с рекордом страны — 1:57,66 сек и бронзовую на 500 метров. Уже через две недели на чемпионате СССР в классическом многоборье 22-летний ярославский студент выиграл звание чемпиона в абсолютном зачёте и в беге на 5000 метров.
Сезон 1983/84 начал в декабре 1983 года с участия на III всесоюзных соревнованиях пaмяти Н. С. Киселёва за московское «Динамо». В январе 1984 года на первенстве СССР рекордсмен в забеге на 1500 метров разочаровал своим выступлением. В феврале 1985 года на чемпионате СССР в классическом многоборье Александр стал 4-м по сумме четырёх дистанции, а следом на международных соревнованиях в ГДР опередил всех на трёх дистанциях … 1500, 3000 и 5000 метров и набрал в сумме малого многоборья 169,224 очка.
В 1986 году на Х зимней Спартакиаде Москвы он был лучшим в забеге на 5000 метров со временем 7:24,05 сек. На VI соревнованиях на приз памяти Н. С. Киселёва, Александр Баранов, тренировавшийся в то время у заслуженного тренера РСФСР Геннадия Гершмана, занял 2-е место в сумме многоборья.
Баранов участвовал ещё несколько лет в соревнованиях на высоком уровне. На чемпионате СССР в 1989 году смог подняться на 5-е место в абсолютном зачёте, а в 1992 году даже участвовал на чемпионате Европы в Херенвене за сборную СНГ, где занял только 26-е место в многоборье. В том же году завершил карьеру спортсмена.

## Личная жизнь
Умер 6 декабря 2023 года.

## Мировые рекорды
| Дистанция | Время   | Дата          | Место |
| --------- | ------- | ------------- | ----- |
| 5000 м    | 6.54,66 | 18 марта 1982 | Медео |